# Molophilus millardi
Molophilus millardi là một loài ruồi trong họ Limoniidae. Chúng phân bố ở miền Tân bắc.